# Batman Beyond: Return of the Joker (jogo eletrônico)
Batman Beyond: Return of the Joker, lançado como Batman of the Future: Return of the Joker na Europa, é um jogo eletrônico de beat 'em up com rolagem desenvolvido pela Kemco e publicado pela Ubi Soft para PlayStation, Nintendo 64 e Game Boy Color em 2000 e 2001. O jogo é baseado no filme de mesmo nome, que por sua vez é baseado na série de televisão Batman Beyond. O jogador assume o papel do novo Batman Terry McGinnis, que assume o lugar do aposentado Bruce Wayne e luta contra a gangue Jokerz, liderada pelo recém-revivido Coringa. Ao longo do jogo, Batman luta contra os comparsas do vilão, que roubam componentes tecnológicos de vários laboratórios e corporações em Gotham City.
Batman Beyond: Return of the Joker foi revelado na E3 de 2000. Ele recebeu críticas extremamente negativas em suas versões para Nintendo 64 e Playstation e uma recepção mista no lançamento para Game Boy Color. Apesar de alguns comentários positivos sobre a mecânica de múltiplos trajes de combate e as cinemáticas, o jogo foi muito criticado por seu estilo beat 'em up ultrapassado e repetitivo, baixa IA dos inimigos, inutilidade das armas e trajes, gráficos amadores e som ruim. O grau de dificuldade desequilibrado também foi criticado; as versões para Game Boy Color e Nintendo 64 podiam ser finalizadas em poucas horas, enquanto a versão para Playstation se tornava excessivamente difícil na segunda fase, o que era agravado pela falta de um sistema de salvamento ou password.